# Żwirowce
Żwirowce (Glareolinae) – monotypowa podrodzina ptaków z rodziny żwirowcowatych (Glareolidae).

## Zasięg występowania
Podrodzina obejmuje gatunki występujące w Australazji, Eurazji i Afryce.

## Morfologia
Długość ciała 15,5–26 cm, rozpiętość skrzydeł 42–70 cm; masa ciała 37–105 g. Ptaki charakteryzują się następującymi cechami: krótki dziób; nogi średniej długości; cztery palce u stopy; skrzydła wąskie i długie; ogon głęboko wcięty.

## Systematyka

### Etymologia
- Glareola: nowołac. glareola „żwirek” (ptak), od zdrobnienia łac. glarea „żwir”[11].
- Trachelia: gr. τραχηλια trakhēlia „kostne i mięsne kawałki szyi”, od τραχηλος trakhēlos „szyja”[12]. Gatunek typowy: Hirundo pratincola Linnaeus, 1766.
- Pratincola: epitet gatunkowy Hirundo pratincola Linnaeus, 1766; łac. pratum, prati „łąka”; incola „mieszkaniec”, od incolere „zamieszkiwać”[13]. Gatunek typowy: Pratincola glareola Schrank, 1798 (= Hirundo pratincola Linnaeus, 1766).
- Dromochelidon: gr. δρομος dromos „biegacz”, od τρεχω trekhō „biegać”; χελιδων khelidōn, χελιδονος khelidonos „jaksółka”[14]. Gatunek typowy: Dromochelidon natrophila Landbeck, 1842 (= Hirundo pratincola Linnaeus, 1766).
- Galachrysia: gr. γαλα gala, γαλακτος galaktos „mleko”; χρυσειος khruseios „złoty”, od χρυσος khrusos „złoto”[15]. Gatunek typowy: Glareola lactea Temminck, 1820.
- Stiltia: ang. stilte „szczudła”[16]. Gatunek typowy: Glareola isabella Vieillot, 1816.
- Rhimphalea: gr. ῥιμφαλεος rhimphaleos „szybki”[17]. Nowa nazwa dla Stiltia G.R. Gray, 1855 ze względu na puryzm.
- Subglareola: łac. sub „blisko, poniżej”; rodzaj Glareola Brisson, 1760[18]. Gatunek typowy: Glareola ocularis J. Verreaux, 1833.

## Podział systematyczny
Do podrodziny należy jeden rodzaj Glareola z następującymi gatunkami:
- Glareola nuchalis G.R. Gray, 1849 – żwirowiec skalny
- Glareola isabella Vieillot, 1816 – żwirowiec australijski
- Glareola cinerea Fraser, 1843 – żwirowiec popielaty
- Glareola maldivarum J.R. Forster, 1795 – żwirowiec orientalny
- Glareola lactea Temminck, 1820 – żwirowiec mały
- Glareola nordmanni J.G. Fischer, 1842 – żwirowiec stepowy
- Glareola pratincola (Linnaeus, 1766) – żwirowiec łąkowy
- Glareola ocularis J. Verreaux, 1833 – żwirowiec madagaskarski